# North Crows Nest
North Crows Nest és una població dels Estats Units a l'estat d'Indiana. Segons el cens del 2000 tenia 42 habitants.

## Demografia
Segons el cens del 2000, North Crows Nest tenia 42 habitants, 18 habitatges, i 16 famílies. La densitat de població era de 270,3 habitants/km².
Dels 18 habitatges en un 22,2% hi vivien nens de menys de 18 anys, en un 72,2% hi vivien parelles casades, en un 5,6% dones solteres, i en un 11,1% no eren unitats familiars. En l'11,1% dels habitatges hi vivien persones soles l'11,1% de les quals corresponia a persones de 65 anys o més que vivien soles. El nombre mitjà de persones vivint en cada habitatge era de 2,33 i el nombre mitjà de persones que vivien en cada família era de 2,5.
Per edats la població es repartia de la següent manera: un 9,5% tenia menys de 18 anys, un 9,5% entre 18 i 24, un 14,3% entre 25 i 44, un 42,9% de 45 a 60 i un 23,8% 65 anys o més.
L'edat mediana era de 55 anys. Per cada 100 dones de 18 o més anys hi havia 111,1 homes.
La renda mediana per habitatge era de 132.364 $ i la renda mediana per família de 132.364 $. Els homes tenien una renda mediana de 100.000 $ mentre que les dones 12.083 $. La renda per capita de la població era de 48.029 $. Cap de les famílies estaven per davall del llindar de pobresa.

## Poblacions més properes
El següent diagrama mostra les poblacions més properes.